# Manfred Mutz
Manfred Mutz (* 18. Januar 1945 in Werdorf; † 15. Februar 2013) war ein deutscher Pädagoge und Politiker (SPD). Von 1985 bis 2003 war er Oberbürgermeister von Gießen.

## Leben und Beruf
Nach dem Besuch der Mittelschule in Herborn absolvierte Mutz in den Jahren 1961 bis 1964 eine Ausbildung zum Maschinenschlosser. Er bildete sich am Hessenkolleg in Rüsselsheim fort und holte dort das Abitur nach. Anschließend nahm er ein Studium der Mathematik und Physik an der Justus-Liebig-Universität Gießen auf, welches er mit beiden Staatsexamen für das Lehramt an Gymnasien beendete. In den Jahren 1975 bis 1978 war er als Lehrer im Berufsschuldienst tätig. Später war er von 2001 bis 2006 Geschäftsführer des Rechenzentrums der hessischen Kommunen (ekom 21). Manfred Mutz starb am 15. Februar 2013 nach langjähriger Leukämieerkrankung im Alter von 68 Jahren.

## Partei
Mutz war seit dem Jahr 1965 Mitglied der SPD.

## Abgeordneter
Mutz war Ratsmitglied der Stadt Gießen bzw. der Stadt Lahn und dort von 1977 bis 1979 Vorsitzender der SPD-Fraktion. Im Jahr 1978 wurde er in den Hessischen Landtag gewählt. Nach seiner Wahl zum Gießener Oberbürgermeister legte er am 13. Dezember 1985 sein Landtagsmandat nieder.

## Öffentliche Ämter
Mutz amtierte von 1985 bis 2003 als Oberbürgermeister der Stadt Gießen. In den Jahren 2001 bis 2003 wurde er auf eigenen Wunsch durch den Magistrat mit den Stimmen von SPD, CDU, FDP und Freien Wählern von diesem Amt beurlaubt, um eine besser bezahlte Stelle als Geschäftsführer eines kommunalen Zweckverbandes antreten zu können, ohne einen kleinen Teil seiner Pensionsansprüche zu verlieren. Während dieser Zeit konnte der CDU-Bürgermeister Heinz-Peter Haumann ungewählt das Amt des Oberbürgermeisters kommissarisch übernehmen und sich so einen Vorteil bei der Wahl 2003 verschaffen.